# Llengües sioux occidentals
Les llengües sioux occidentals, també anomenades sioux propi or simplement Sioux, són una gran família lingüística de llengües ameríndies d'Amèrica del Nord. Estan estretament relacionades amb les llengües catawba, de vegades anomenats sioux orientals, i juntament amb elles constitueixen la família de llengües siouan (sioux-catawba).
Els registres lingüístics i històrics indiquen un possible origen meridional del poble sioux, amb migracions de fa més de mil anys a partir de Carolina del Nord i Virgínia a Ohio. Alguns van continuar pel riu Ohio al Mississipi i fins al Missouri. Altres van anar pel Mississipi i es van establir en el que actualment és Alabama, Mississipi i Louisiana. Altres van viatjar a través d'Ohio al que és ara Illinois, Wisconsin i Minnesota, llar dels dakota.

## Divisió de la família
La família sioux pròpia consisteix en unes 18 llengües i alguns dialectes:

I. Siouan del Missouri (també crow-hidatsa)
1. Crow (també absaroka, apsaroka, apsaloka, upsaroka)
2. Hidatsa (també gros ventre, minitari, minnetaree)
II. Mandan Siouan
3. Llengua mandan
a. Nuptare
b. Neutare
III. Siouan de la Vall del Mississipi (també Sioux Central)
 ? Michigamea (†)
A. Dakotan (Sioux–Assiniboine–Stoney)
4. Sioux
a. Santee–sisseton (també santee, sioux oriental, dakota oriental)
i. Santee
ii. Sisseton
b. Yankton–Yanktonai (també yankton, central sioux, western dakota), anomenada durant molt de temps erròniament Nakota
i. Yankton
ii. Yanktonai
c. lakota (també lakhota, teton, western sioux)
i.Lakota septentrional
ii.Lakota meridional
5. Llengua assiniboine (també assiniboin, nakhóta, nakhóda, nakhóna)
6. Llengua stoney (també assiniboine d'Alberta, nakhóda)
B. Chiwere-winnebago (també chiwere)
7. Chiwere (també ioway-otoe-missouria, ioway-otoe)
a. Ioway (també ioway)
b. Otoe (també oto, jiwere)
c. Missouria (també missouri)
8. Winnebago (també hocák, hochunk, hochank, hocangara, hotcangara, hochangara)
C. Dhegiha (també Dhegihan)
9. Omaha–ponca
a. Omaha
b. Ponca (també ponka)
10. Kansa-osage
a. Kanza (també kanza, kaw) (†)
b. Osage
11. Quapaw (també kwapa, kwapaw, arkansas) (†)
IV. Siouan de la vall de l'Ohio (també sioux sud-oriental)
A. Sioux de Virgínia (també tutelo) (†)
12. Tutelo-saponi, monacan (†)
13. Moneton (†)
B. Siouan del Mississipi (també ofo-biloxi) (†)
14. Biloxi (†)
15. Ofo (també ofogoula) (†)
(†): Llengües extintes
Un altre punt de vista és que les branques dakota i vall del Mississipi representen un continu dialectal.
Es creu que tots els dialectes sioux de Virgínia enumerats aquí han estat estretament relacionats entre si; el terme tutelo també s'utilitza en referència a la llengua comuna.